# Trochamminidae
Trochamminidae es una familia de foraminíferos bentónicos de la superfamilia Trochamminoidea, del suborden Trochamminina, y del orden Trochamminida. Su rango cronoestratigráfico abarca desde el Carbonífero superior hasta la Actualidad.

## Discusión
Clasificaciones previas incluían Trochamminidae en el suborden Textulariina del orden Textulariida. Otras clasificaciones lo han incluido en el orden Lituolida.

## Clasificación
Trochamminidae incluye a las siguientes subfamilias y géneros:
- Subfamilia Trochammininae
  - Ammoanita †
  - Ammoglobigerina
  - Asarotammina
  - Calyptammina
  - Camurammina
  - Globotrochamminopsis
  - Lepidoparatrochammina
  - Lingulotrochammina
  - Paratrochammina
  - Patellovalvulina †
  - Portatrochammina
  - Pseudadercotryma
  - Tritaxis
  - Trochammina
  - Trochamminopsis
- Subfamilia Vialoviinae
  - Arenonionella †
  - Bykoviella †
  - Vialovia †
- Subfamilia Rotaliammininae
  - Rotaliammina
  - Siphotrochammina
  - Tiphotrocha
- Subfamilia Trochamminellinae
  - Alterammina
  - Atlantiella
  - Earlandammina
  - Pseudotrochammina
  - Resupinammina
  - Trochamminella
- Subfamilia Jadammininae
  - Entzia
  - Jadammina
- Subfamilia Arenoparrellinae
  - Arenoparrella
  - Trochamminula
- Subfamilia Polystomammininae
  - Balticammina
  - Deuterammina
  - Lepidodeuterammina
  - Polystomammina
- Subfamilia Toretammininae
  - Toretammina
- Subfamilia Zavodovskininae
  - Zavodovskina

Otra subfamilia considerada en Trochamminidae es:
- Subfamilia Ammogloborotaloidinae
  - Ammogloborotaloides

Otros géneros asignados a Trochamminidae y clasificados actualmente en otras familias son:
- Insculptarenula de subfamilia Trochammininae, ahora en la familia Adercotrymidae
- Sepetibaella de subfamilia Jadammininae, ahora en la familia Adercotrymidae
- Bykoviella † de subfamilia Vialoviinae, ahora en la familia Adercotrymidae
- Polskiammina † de subfamilia Vialoviinae, ahora en la familia Adercotrymidae

Otros géneros considerados en Trochamminidae son:
- Ammoglobigerinoides de la subfamilia Trochamminellinae, aceptado como Pseudotrochammina
- Arcoparrella de la subfamilia Polystomammininae, aceptado como Polystomammina
- Borovina de la subfamilia Jadammininae, aceptado como Jadammina
- Centrodeuterammina de la subfamilia Polystomammininae, considerado subgénero de Deuterammina, Deuterammina (Centrodeuterammina)
- Glomerina de la subfamilia Trochammininae, de estatus incierto, considerado sinónimo posterior de Trochammina
- Gyrammina de la subfamilia Trochammininae, de estatus incierto, considerado sinónimo posterior de Trochammina
- Mendesia † de la subfamilia Vialoviinae, aceptado como Vialovia
- Reussina de la subfamilia Trochammininae, aceptado como Ammoglobigerina
- Trochamminisca de la subfamilia Jadammininae, aceptado como Jadammina
- Trochoporina de la subfamilia Trochammininae, aceptado como Ammoglobigerina
- Rhaphidohelix de la subfamilia Trochammininae, aceptado como Trochammina

Otros géneros de Trochamminidae no asignados a ninguna subfamilia son:
- Ammogloborotalia
- Callorbis
- Cystamminoides
- Polysiphotrocha